# Liste der Straßen, Plätze und Brücken in Hamburg-Rahlstedt

Lage von Rahlstedt in Hamburg und im Bezirk Wandsbek (hellrot)

Die Liste der Straßen, Plätze und Brücken in Hamburg-Rahlstedt ist eine Übersicht der im Hamburger Stadtteil Rahlstedt vorhandenen Straßen, Plätze und Brücken. Sie ist Teil der Liste der Verkehrsflächen in Hamburg.

## Überblick
In Rahlstedt (Ortsteilnummer 526) leben 95743 Einwohner (Stand: 31. Dezember 2023) auf 26,6 km². Rahlstedt liegt in den Postleitzahlenbereichen 22045, 22143, 22145, 22147 und 22149.
In Rahlstedt gibt es 353 benannte Verkehrsflächen, darunter fünf Plätze, ein Park und 17 Brücken.
Zahlreiche Straßen sind nach Städten benannt, daraus resultieren folgende Motivgruppen (siehe Spalte „Anmerkungen“):
- „Orte in Mecklenburg“
- „Orte in Pommern“
- „Orte im Kreis Stormarn“
- „Orte im Kreis Herzogtum Lauenburg“
- „Orte im Kreis Ostholstein“

Weitere Motivgruppen:
- „Berliner Bezirke und Ortsteile“ (zum Teil auch in Jenfeld)
- „Komponisten“ (überwiegend österreichische Operettenkomponisten)
- „Mathematiker und Astronomen“
- „Namen und Bezeichnungen im Nordmeerraum“
- „Theodor Storm und seine Werke“
- „Detlev von Liliencron und seine Werke“

## Übersicht der Straßen
Die nachfolgende Tabelle gibt eine Übersicht über alle benannten Verkehrsflächen – Straßen, Plätze und Brücken – im Stadtteil sowie einige dazugehörige Informationen. Im Einzelnen sind dies:
- Name/Lage: aktuelle Bezeichnung der Straße, des Platzes oder der Brücke. Über den Link (Lage) kann die Straße, der Platz oder die Brücke auf verschiedenen Kartendiensten angezeigt werden. Die Geoposition gibt dabei ungefähr die Mitte an. Bei längeren Straßen, die durch zwei oder mehr Stadtteile führen, kann es daher sein, dass die Koordinate in einem anderen Stadtteil liegt.
- Straßenschlüssel: amtlicher Straßenschlüssel, bestehend aus einem Buchstaben (Anfangsbuchstabe der Straße, des Platzes oder der Brücke) und einer dreistelligen Nummer.
- Länge/Maße in Metern:
Hinweis: Die in der Übersicht enthaltenen Längenangaben sind nach mathematischen Regeln auf- oder abgerundete Übersichtswerte, die im Digitalen Atlas Nord[1] mit dem dortigen Maßstab ermittelt wurden. Sie dienen eher Vergleichszwecken und werden, sofern amtliche Werte bekannt sind, ausgetauscht und gesondert gekennzeichnet.
Bei Plätzen sind die Maße in der Form a × b bei rechteckigen Anlagen oder a × b × c bei dreiecksförmigen Anlagen mit a als längster Kante dargestellt.
Der Zusatz (im Stadtteil) gibt an, wie lang die Straße innerhalb des Stadtteils ist, sofern sie durch mehrere Stadtteile verläuft.
- Namensherkunft: Ursprung oder Bezug des Namens.
- Datum der Benennung: Jahr der offiziellen Benennung oder der Ersterwähnung eines Namens, bei Unsicherheiten auch die Angabe eines Zeitraums.
- Anmerkungen: Weitere Informationen bezüglich anliegender Institutionen, der Geschichte der Straße, historischer Bezeichnungen, Baudenkmale usw.
- Bild: Foto der Straße oder eines anliegenden Objektes.

| Name/Lage                          | Straßen- schlüssel | Länge/Maße (in Metern) | Namensherkunft | Datum der Benennung | Anmerkungen | Bild                                         |
| ---------------------------------- | ------------------ | ---------------------- | --- | ------------------- | --- | -------------------------------------------- |
| Abrahamstraße (Lage)               | A008               | 0335                   | Paul Abraham (1892–1960), Komponist | 1967                | Motivgruppe: „Komponisten“ | Abrahamstraße                                |
| Adalbert-Stifter-Weg (Lage)        | A027               | 0160                   | Adalbert Stifter (1805–1868), österreichischer Schriftsteller                                                                                               | 1948                | | Adalbert-Stifter-Weg                         |
| Ahlbecker Weg (Lage)               | A045               | 0150                   | Ahlbeck, Ortsteil der Gemeinde Ostseebad Heringsdorf in Mecklenburg-Vorpommern                                                                              | 1962                | Motivgruppe: „Orte in Pommern“ | Ahlbecker Weg                                |
| Ahrensfelder Weg (Lage)            | A055               | 0890                   | Ahrensfelde, Stadtteil von Ahrensburg in Schleswig-Holstein                                                                                                 | 1922                | | Ahrensfelder Weg                             |
| Ahrenshooper Straße (Lage)         | A680               | 0375                   | Ahrenshoop, Ostseebad im Landkreis Vorpommern-Rügen in Mecklenburg-Vorpommern                                                                               | 1997                | Motivgruppe: „Orte in Pommern“ | Ahrenshooper Straße                          |
| Alaskaweg (Lage)                   | A547               | 0345                   | Alaska, US-amerikanischer Bundesstaat | 1970                | Motivgruppe: „Namen und Bezeichnungen im Nordmeerraum“ | Alaskaweg                                    |
| Alte Berner Straße (Lage)          | A610               | 0525                   | in Anlehnung an die Berner Straße, deren Teil sie früher war                                                                                                | 1980                | | Alte Berner Straße                           |
| Altenhagener Weg (Lage)            | A139               | 0335                   | Altenhagen, Gemeinde im Landkreis Mecklenburgische Seenplatte in Mecklenburg-Vorpommern                                                                     | 1959                | Motivgruppe: „Orte in Pommern“ | Altenhagener Weg                             |
| Alter Zollweg (Lage)               | A161               | 2205                   | nach einem Zoll, der bis 1838 für die Benutzung des Weges erhoben wurde                                                                                     | vor 1951            | siehe auch Farmsener Zoll | Alter Zollweg                                |
| Altrahlstedter Kamp (Lage)         | A168               | 0140                   | nach der Lage im Ortsteil Alt-Rahlstedt | 1955                | | Altrahlstedter Kamp                          |
| Altrahlstedter Redder (Lage)       | A169               | 0240                   | nach der Lage im Ortsteil Alt-Rahlstedt | 1950                | vor 1950: Redder | Altrahlstedter Redder                        |
| Altrahlsteder Stieg (Lage)         | A170               | 0220                   | nach der Lage im Ortsteil Alt-Rahlstedt | 1950                | vor 1950: Katzenstieg; Fußweg | Altrahlstedter Stieg                         |
| Am Fleet Venbrook (Lage)           | A225               | 0080                   | nach einem Flurnamen | vor 1949            | | Am Fleet Venbrook                            |
| Am Friedhof (Lage)                 | A227               | 0940                   | nach der Lage am Rahlstedter Friedhof | 1947                | | Am Friedhof                                  |
| Am Hegen (Lage)                    | A245               | 1200                   | nach einem Flurnamen | 1948                | | Am Hegen                                     |
| Am Knill (Lage)                    | A274               | 1785                   | nach einem Flurnamen | vor 1958            | Ein Knill ist eine Erhebung. | Am Knill                                     |
| Am Kroog (Lage)                    | A280               | 0490                   | nach einem Flurnamen | 1950                | Als Kroog wird eine abgelegene Ecke bezeichnet. | Am Kroog                                     |
| Am Lehmberg (Lage)                 | A287               | 0415                   | nach einem Flurnamen | vor 1938            | | Am Lehmberg                                  |
| Am Ohlendorffturm (Lage)           | A302               | 0495                   | nach der Lage am gleichnamigen Turm | 1948                | Erbaut wurde der Turm zu Ehren von Hermann Ohlendorff, von 1893 bis 1906 Gemeindevorsteher in Rahlstedt. Wegen Baufälligkeit wurde das Bauwerk 1956 abgerissen. Vor 1948 Teil der Straße Am Hegen | Am Ohlendorffturm                            |
| Am Oldenfelder Graben (Lage)       | A642               | 0165                   | nach der Lage am parallel verlaufenden Graben | 1986                | Fußweg | Am Oldenfelder Graben                        |
| Am Pulverhof (Lage)                | A312               | 0620                   | nach einer von insgesamt acht ehemaligen Mühlen an der Wandse                                                                                               | vor 1920            | westliche Straßenhälfte in Tonndorf | Am Pulverhof                                 |
| Am Sooren (Lage)                   | A334               | 1070                   | nach einem Flurnamen (soor = dürr, trocken) | vor 1949            | | Am Sooren                                    |
| Amtsstraße (Lage)                  | A386               | 1240                   | nach der Lage beim Ortsamt Rahlstedt | 1950                | vor 1950: Waldstraße | Amtsstraße                                   |
| Am Waldesrand (Lage)               | A355               | 0200                   | nach der Lage an einem Waldgebiet | vor 1940            | | Am Waldesrand                                |
| Anklamer Ring (Lage)               | A435               | 0535                   | Anklam, Stadt im Landkreis Vorpommern-Greifswald in Mecklenburg-Vorpommern                                                                                  | 1962                | Motivgruppe: „Orte in Pommern“ | Anklamer Ring                                |
| Anny-Tollens-Weg (Lage)            | A691               | 0255                   | Anna (gen. Anny) Tollens (1911–1989), war etwa 25 Jahre lang umfangreich sozial in Rahlstedt engagiert                                                      | 2002                | Fußweg | Anny-Tollens-Weg                             |
| Apostelweg (Lage)                  | A449               | 0185                   | nach dem Apostel Johannes | 1951                | | Apostelweg                                   |
| Arnswalder Straße (Lage)           | A476               | 0190                   | Arnswalde (poln. Choszczno), polnische Stadt in der Woiwodschaft Westpommern                                                                                | 1951                | vor 1951: Gorch-Fock-Straße Motivgruppe: „Orte in Pommern“ und An den Lehmkuhlen | Arnswalder Straße                            |
| Auerhahnweg (Lage)                 | A497               | 0320                   | nach dem gleichnamigen größten europäischen Hühnervogel | 1950                | westliche Straßenhälfte in Tonndorf | Auerhahnweg                                  |
| Aumühler Weg (Lage)                | A527               | 1535                   | Aumühle, Gemeinde im Kreis Herzogtum Lauenburg in Schleswig-Holstein                                                                                        | 1951                | Motivgruppe: „Orte im Kreis Herzogtum Lauenburg“ | Aumühler Weg                                 |
| Baben de Heid (Lage)               | B007               | 0275                   | nach einem Flurnamen | 1942                | niederdeutsch baben de Heid = oberhalb der Heide | Baben de Heid                                |
| Babenstieg (Lage)                  | B011               | 0370                   | nach dem Flurnamen am Baben Bruch (oberhalb der feuchten Niederung)                                                                                         | 1957                | | Babenstieg                                   |
| Bachstücken (Lage)                 | B014               | 0930                   | nach einem Flurnamen | 1951                | | Bachstücken                                  |
| Bachstückenring (Lage)             | B015               | 0495                   | in Anlehnung an die Straße Bachstücken | 1964                | | Bachstückenring                              |
| Bahnhofstraßenbrücke (Lage)        | –                  | 0010                   | nach Lage und Funktion | 1965                | überquert im Zuge der Rahlstedter Bahnhofstraße die Wandse | Bahnhofstraßenbrücke                         |
| Bargkoppelstieg (Lage)             | B848               | 0285                   | in Anlehnung an den Bargkoppelweg | 1989                | | Bargkoppelstieg                              |
| Bargkoppelweg (Lage)               | B061               | 0985                   | nach einer Flurbezeichnung | 1973                | | Bargkoppelweg                                |
| Bargteheider Straße (Lage)         | B063               | 1765                   | Bargteheide, Stadt im Kreis Stormarn in Schleswig-Holstein                                                                                                  | 1950                | Motivgruppe: „Orte im Kreis Stormarn“ | Bargteheider Straße                          |
| Bartiner Weg (Lage)                | B087               | 0310                   | Bartin, Dorf in Polen | 1957                | In Frage kommen – da weder Beckershaus noch Hanke näher präzisieren – die Dörfer Barcino in der Woiwodschaft Pommern oder Bardy in der Woiwodschaft Westpommern. Motivgruppe: „Orte in Pommern“ | Bartiner Weg                                 |
| Bärwalder Straße (Lage)            | B023               | 0065                   | Bärwalde, Stadt oder Dorf in Polen | 1958                | Aufgrund fehlender Präzisierung stehen hier sogar drei Orte zur Auswahl: Barwice und Mieszkowice, Städte in der Woiwodschaft Westpommern oder das Dorf Niedźwiedzica in der Woiwodschaft Pommern. Motivgruppe: „Orte in Pommern“ | Bärwalder Straße                             |
| Bei den Boltwiesen (Lage)          | B874               | 0315                   | nach einem Flurnamen | 2000                | | Bei den Boltwiesen                           |
| Beidenfletweg (Lage)               | B193               | 0310                   | Lange Beidenflet, Vogt in Trittau um 1340 | 1950                | vor 1950: Klopstockstraße | Beidenfletweg                                |
| Bei den Wandseterrassen (Lage)     | B884               | 0070 x60 x30           | nach der dort befindlichen Terrassenanlage | 2013                | | Bei den Wandseterrassen                      |
| Bei der Neuen Münze (Lage)         | B775               | 0615                   | nach der Lage bei der Hamburgischen Münze, einer von fünf Münzprägeanstalten in Deutschland                                                                 | 1972                | | Bei der Neuen Münze                          |
| Bekassinenau (Lage)                | B228               | 1575 (im Stadtteil)    | nach dem gleichnamigen Schnepfenvogel | 1950                | nördlich der U-Bahn-Gleise in Farmsen-Berne vor 1950: Finkenau | Bekassinenau                                 |
| Bekassinenaubrücke (Lage)          | –                  | 0010 (im Stadtteil)    | in Anlehnung an die Straße Bekassinenau | 1960                | lt. Straßenverzeichnis nur in Farmsen-Berne, lt. Grundkarte kurzer südlicher Teil jenseits der Gleise in Rahlstedt, überquert im Zuge der Bekassinenau die Gleise der U 1. | Bekassinenaubrücke                           |
| Belgarder Straße (Lage)            | B236               | 0260                   | Belgard, Stadt oder Dorf in Polen | 1950                | In Frage kommen Białogard (Belgard an der Persante) in der Woiwodschaft Westpommern oder Białogarda (Belgard an der Leba) in der Woiwodschaft Pommern. vor 1950: Zeisigstraße Motivgruppe: „Orte in Pommern“ | Belgarder Straße                             |
| Benatzkyweg (Lage)                 | B774               | 0330                   | Ralph Benatzky (1884–1957), österreichischer Komponist | 1972                | Motivgruppe: „Komponisten“ | Benatzkyweg                                  |
| Berner Brücke (Lage)               | B248               | 0185 (im Stadtteil)    | nach Funktion und Lage im Stadtteil | 1962                | nicht nur eine Brücke, sondern ein ganzer Straßenzug; nördlich der U-Bahn-Gleise in Farmsen-Berne; die Brücke selber, die Gleise der U 1 überquert, hat eine Länge von ca. 35 Metern | Berner Brücke                                |
| Berner Heerweg (Lage)              | B282               | 5740                   | Hamburger Stadtteil Berne | 1945                | Die Straße verläuft komplett in Farmsen-Berne, lediglich das Grundstück mit der Hausnummer 190 liegt laut Straßenverzeichnis in Rahlstedt. Hierbei handelt es sich um Sportanlagen östlich der Berner Au. Ab 1898: Hauptstraße, zwischen 1933 und 1945: Adolf-Hitler-Straße.                                                        | Berner Heerweg                               |
| Berner Stieg (Lage)                | B284               | 0615                   | Hamburger Stadtteil Berne | 1932                | | Berner Stieg                                 |
| Berner Straße (Lage)               | B285               | 1340                   | Hamburger Stadtteil Berne | 1937                | | Berner Straße                                |
| Berthold-Schwarz-Straße (Lage)     | B292               | 0275                   | Berthold Schwarz (14. Jahrhundert), Alchemist | vor 1940            | | Berthold-Schwarz-Straße                      |
| Bessenkamp (Lage)                  | B300               | 0315                   | nach einem Flurnamen | 1950                | niederdeutsch Bessen = Besen | Bessenkamp                                   |
| Birkenallee (Lage)                 | B358               | 0330                   | nach dem gleichnamigen Laubbaum | vor 1927            | | Birkenallee (HH-Rahlstedt)                   |
| Birrenkovenallee (Lage)            | B373               | 0575                   | Wilhelm Birrenkoven (1865–1955), Tenor und Theaterdirektor                                                                                                  | vor 1949            | Birrenkoven lebte von 1903 bis 1912 in dieser Straße. | Birrenkovenallee                             |
| Blinckmannweg (Lage)               | B401               | 0115                   | Johann Jacob Hermann Blinckmann, von 1813 bis 1835 Bauernvogt in Alt-Rahlstedt                                                                              | 1957                | | Blinckmannweg                                |
| Blomeweg (Lage)                    | B405               | 0500                   | Heinrich Blome, von 1596 bis 1600 Amtmann in Trittau | 1950                | vor 1950: Flurstraße | Blomeweg                                     |
| Boizenburger Weg (Lage)            | B812               | 0125                   | Boizenburg/Elbe, Stadt in Mecklenburg-Vorpommern | 1979                | Motivgruppe: „Orte in Mecklenburg“ | Boizenburger Weg                             |
| Boltenhagener Straße (Lage)        | B866               | 0400                   | Boltenhagen, Gemeinde im Landkreis Nordwestmecklenburg in Mecklenburg-Vorpommern                                                                            | 1997                | Motivgruppe: „Orte in Mecklenburg“ | Boltenhagener Straße                         |
| Boltwischen (Lage)                 | B465               | 0415                   | nach einem Flurnamen | 1942                | | Boltwischen                                  |
| Bordesholmer Straße (Lage)         | B478               | 0295                   | Bordesholm, Gemeinde im Amt Bordesholm in Schleswig-Holstein                                                                                                | 1950                | | Bordesholmer Straße                          |
| Boytinstraße (Lage)                | B521               | 0360                   | Tymmo Boytin, Vogt in Trittau um 1375 | 1950                | vor 1950: Lindenstraße | Boytinstraße                                 |
| Brockdorffstraße (Lage)            | B605               | 1105                   | Detlef Brockdorff, um 1606 Amtmann in Trittau | 1950                | vor 1950: Feldstraße | Brockdorffstraße                             |
| Bruhnsallee (Lage)                 | B637               | 0185                   | Ferdinand Bruhn (1858–1933), Vorbesitzer des Geländes | vor 1908            | | Bruhnsallee                                  |
| Brunskamp (Lage)                   | B648               | 0365                   | nach einer Flurbezeichnung | 1964                | | Brunskamp                                    |
| Bublitzer Straße (Lage)            | B656               | 0290                   | Bublitz (poln. Bobolice), polnische Stadt in der Woiwodschaft Westpommern                                                                                   | 1950                | vor 1950: Dörrstraße (bzw. Dürrstraße) Motivgruppe: „Orte in Pommern“ | Bublitzer Straße                             |
| Buchwaldstieg (Lage)               | B669               | 0230                   | in Anlehnung an die Buchwaldstraße | 1951                | vor 1951: Moltkestraße | Buchwaldstieg                                |
| Buchwaldstraße (Lage)              | B670               | 1440                   | Louis Buchwald (1842–1909), Gemeindevorsteher in Alt-Rahlstedt von 1906 bis 1907                                                                            | 1950                | vor 1950: Wilhelmstraße | Buchwaldstraße                               |
| Bullenbarg (Lage)                  | B693               | 0185                   | nach einem Flurnamen | 1942                | | Bullenbarg                                   |
| Busbrookbrücke (Lage)              | –                  | 0015 (im Stadtteil)    | nach einem Flurnamen | 1964                | überquert die Gleise der U 1 beim Bahnhof Berne; westlicher Teil in Farmsen-Berne | Busbrookbrücke                               |
| Carlssonweg (Lage)                 | C008               | 0360                   | John Carlsson (1841–1922), Vorbesitzer des Geländes | 1960                | | Carlssonweg                                  |
| Dassauweg (Lage)                   | D045               | 0905                   | nach der seit dem 18. Jahrhundert in Meiendorf ansässigen Bauernfamilie Dassau                                                                              | 1950                | vor 1950: Talstraße | Dassauweg                                    |
| Deepenhorn (Lage)                  | D055               | 0165                   | nach einem Flurnamen | vor 1940            | | Deepenhorn                                   |
| Delingsdorfer Weg (Lage)           | D065               | 0425                   | Delingsdorf, Gemeinde im Kreis Stormarn in Schleswig-Holstein                                                                                               | 1959                | Motivgruppe: „Orte im Kreis Stormarn“ | Delingsdorfer Weg                            |
| Dellingerweg (Lage)                | D276               | 0155                   | Rudolf Dellinger (1857–1910), Komponist und Kapellmeister                                                                                                   | 1986                | Die Grundstücke 5 bis 13 liegen auf Volksdorfer Gebiet, ansonsten befindet sich die Straße in Rahlstedt, insbesondere die komplette Straßenfläche. Motivgruppe: „Komponisten“ | Dellingerweg                                 |
| Doberaner Weg (Lage)               | D122               | 0815                   | Bad Doberan, Stadt im Landkreis Rostock in Mecklenburg-Vorpommern                                                                                           | 1950                | Motivgruppe: „Orte in Mecklenburg“ | Doberaner Weg                                |
| Dompfaffenweg (Lage)               | D143               | 0395                   | nach dem gleichnamigen Singvogel | vor 1940            | | Dompfaffenweg                                |
| Dramburger Weg (Lage)              | D177               | 0175                   | Dramburg (poln. Drawsko Pomorskie), polnische Stadt in der Woiwodschaft Westpommern                                                                         | 1957                | Motivgruppe: „Orte in Pommern“ | Dramburger Weg                               |
| Dreieckskoppel (Lage)              | D183               | 0325                   | nach einem aus dem Volksmund entstandenen Flurnamen für ein nördlich gelegenes Flurstück                                                                    | 1953                | | Dreieckskoppel                               |
| Düpheid (Lage)                     | D215               | 0525                   | nach dem Flurnamen Dypheid (tiefliegendes, feuchtes Land)                                                                                                   | 1967                | | Düpheid                                      |
| Ebersmoorweg (Lage)                | E008               | 0280                   | nach der Funktion zum Ebersmoor führend | 1950                | | Ebersmoorweg                                 |
| Eggerskamp (Lage)                  | E040               | 0210                   | nach der seit dem 17. Jahrhundert in Oldenfelde ansässigen Bauernfamilie Eggers                                                                             | 1950                | vor 1950 Eggers Allee oder Eggersallee Die Familie stellte um 1785 einen Bauernvogt. | Eggerskamp                                   |
| Eggersstraße (Lage)                | E323               | 0240                   | nach der Rahlstedter Bauern- und Gastwirtsfamilie Eggers | 1991                | Die Eggers' stellten ihr Gelände von 1965 bis 1986 als Fußballplatz zur Verfügung. | Eggersstraße                                 |
| Egilskamp (Lage)                   | E043               | 0330                   | Egil, Gestalt aus dem Sagenkreis um Dietrich von Bern | 1945                | vor 1945: Dietrich-Eckart-Straße | Egilskamp                                    |
| Eichberg (Lage)                    | E053               | 1080                   | nach einer vorgermanischen Flurbezeichnung | 1950                | | Eichberg                                     |
| Eichwischen (Lage)                 | E274               | 0295                   | in Anlehnung an die Wegenamen Boltwischen und Eichberg | 1971                | | Eichwischen                                  |
| Eilersweg (Lage)                   | E091               | 0590                   | Ernst Eilers (1865–1917), Romanschriftsteller | 1951                | Eilers wohnte in seinen letzten Lebensjahren in Alt-Rahlstedt. vor 1951: Hermannstraße | Eilersweg                                    |
| Eismeerweg (Lage)                  | E108               | 0235                   | nach einer Bezeichnung für den Arktischen Ozean | 1959                | Motivgruppe: „Namen und Bezeichnungen im Nordmeerraum“ | Eismeerweg                                   |
| Ellerhoorn (Lage)                  | E156               | 0630                   | nach einem Flurnamen | 1942                | | Ellerhoorn                                   |
| Ellerneck (Lage)                   | E157               | 0735 (im Stadtteil)    | nach einem früheren Flurnamen Ellernbusch und dem Verlauf der Straße                                                                                        | 1950                | zwischen Auerhahnweg und Lohwisch nördliche Straßenhälfte in Rahlstedt, südliche in Tonndorf, westlich des Auerhahnwegs komplett in Tonndorf, östlich der Straße Lohwisch komplett in Rahlstedt | Ellerneck                                    |
| Eulerweg (Lage)                    | E261               | 0130                   | Leonhard Euler (1707–1783), Schweizer Mathematiker und Physiker                                                                                             | 1957                | Motivgruppe: „Mathematiker und Astronomen“ | Eulerweg                                     |
| Eutiner Straße (Lage)              | E265               | 0265                   | Eutin, Stadt im Kreis Ostholstein in Schleswig-Holstein | 1950                | Motivgruppe: „Orte im Kreis Ostholstein“ | Eutiner Straße                               |
| Falenbek (Lage)                    | F015               | 0135                   | nach einem Flurnamen | 1965                | | Falenbek                                     |
| Falkenburger Ring (Lage)           | F018               | 0420                   | Falkenburg (poln. Złocieniec), polnische Stadt in der Woiwodschaft Westpommern                                                                              | 1966                | Motivgruppe: „Orte in Pommern“ | Falkenburger Ring                            |
| Fallstraße (Lage)                  | F027               | 0335                   | Leo Fall (1873–1925), österreichischer Komponist | 1951                | vor 1951: Goethestraße Motivgruppe: „Komponisten“ | Fallstraße                                   |
| Farmsener Zoll (Lage)              | F037               | 0250                   | nach einem Zoll, der bis 1838 für die Benutzung des Weges erhoben wurde                                                                                     | um 1844             | siehe auch Alter Zollweg | Farmsener Zoll                               |
| Fasanenweg (Lage)                  | F045               | 0380                   | frei gewählter Name | 1949                | | Fasanenweg                                   |
| Fattsbarg (Lage)                   | F047               | 0490                   | nach einem Flurnamen | 1942                | | Fattsbarg                                    |
| Fehsenfeldstraße (Lage)            | F055               | 0435                   | August Fehsenfeld (1861–1933), Geländevorbesitzer und Erbauer der Straße                                                                                    | 1950                | vor 1950: Ferdinandstraße | Fehsenfeldstraße                             |
| Fetrasweg (Lage)                   | F096               | 0235                   | Oscar Fetrás (1854–1931), Komponist und Dirigent | 1951                | vor 1951: Leibnizstraße Motivgruppe: „Komponisten“ | Fetrasweg                                    |
| Finkenfurth (Lage)                 | F113               | 0285                   | nach einer Furt durch die Berner Au | 16. Jhdt.           | | Finkenfurth                                  |
| Finkenstieg (Lage)                 | F117               | 0480                   | nach dem gleichnamigen Sperlingsvogel | 1949                | | Finkenstieg                                  |
| Finnmarkring (Lage)                | F124               | 0250                   | Finnmark, norwegischer Verwaltungsbezirk | 1964                | Motivgruppe: „Namen und Bezeichnungen im Nordmeerraum“ | Finnmarkring                                 |
| Friedrichshainstraße (Lage)        | F240               | 0445                   | Friedrichshain, Berliner Ortsteil | 1961                | Motivgruppe: „Berliner Bezirke und Ortsteile“ | Friedrichshainstraße                         |
| Fünfstück (Lage)                   | F271               | 0325                   | nach der Bezeichnung für ein größeres Ackerstück | 1925                | | Fünfstück                                    |
| Galileiweg (Lage)                  | G011               | 0145                   | Galileo Galilei (1564–1642), italienischer Mathematiker | 1958                | Motivgruppe: „Mathematiker und Astronomen“ | Galileiweg                                   |
| Gastkamp (Lage)                    | G026               | 0240                   | nach einem Flurnamen | vor 1949            | „Gast“ ist abgeleitet von „güst“ (unfruchtbar). | Gastkamp                                     |
| Geesthachter Kehre (Lage)          | G381               | 0115                   | in Anlehnung an den Geesthachter Weg | 1975                | Motivgruppe: „Orte im Kreis Herzogtum Lauenburg“ | Geesthachter Kehre                           |
| Geesthachter Weg (Lage)            | G359               | 0265                   | Geesthacht, Stadt im Kreis Herzogtum Lauenburg in Schleswig-Holstein                                                                                        | 1969                | Motivgruppe: „Orte im Kreis Herzogtum Lauenburg“ | Geesthachter Weg                             |
| Geidelberg (Lage)                  | G046               | 0585                   | nach einem Flurnamen (Geidel = Besenginster) | vor 1938            | | Geidelberg                                   |
| Gerstenkoppel (Lage)               | G085               | 0155                   | nach einem Flurnamen | 1950                | | Gerstenkoppel                                |
| Gerstenwiese (Lage)                | G086               | 0245                   | nach einem Flurnamen | 1950                | | Gerstenwiese                                 |
| Glindkamp (Lage)                   | G111               | 1970                   | nach einem Flurnamen | 1950                | | Glindkamp                                    |
| Greifenberger Straße (Lage)        | G214               | 1420                   | Greifenberg (poln. Gryfice), polnische Stadt in der Woiwodschaft Westpommern                                                                                | 1950                | vor 1950: Kampstraße Motivgruppe: „Orte in Pommern“ | Greifenberger Straße                         |
| Greifenhagener Straße (Lage)       | G215               | 0250                   | Greifenhagen (poln. Gryfino), polnische Stadt in der Woiwodschaft Westpommern                                                                               | 1950                | vor 1950 Lerchenstraße (nach der Lerche); Motivgruppe: „Orte in Pommern“ | Greifenhagener Straße                        |
| Grömitzer Weg (Lage)               | G246               | 0470                   | Grömitz, Gemeinde und Seebad im Kreis Ostholstein in Schleswig-Holstein                                                                                     | 1960                | vorher Lerchenstraße, Motivgruppe: „Orte im Kreis Ostholstein“ | Grömitzer Weg                                |
| Grönländer Damm (Lage)             | G248               | 0480                   | Grönland, dänische Insel | 1947                | Motivgruppe: „Namen und Bezeichnungen im Nordmeerraum“ | Grönländer Damm                              |
| Großlohering (Lage)                | G282               | 1270                   | nach dem Flurnamen Großlohe | 1964                | | Großlohering                                 |
| Grotmannskroog (Lage)              | G304               | 0250                   | nach einem Flurnamen | 1942                | | Grotmannskroog                               |
| Grubesallee (Lage)                 | G309               | 0420                   | Edward Grube (1856–1924), Vorbesitzer des Geländes | vor 1908            | | Grubesallee                                  |
| Grundherrenstraße (Lage)           | G322               | 0160                   | nach den adligen holsteinischen Familien des Hamburger Domkapitels                                                                                          | 1950                | | Grundherrenstraße                            |
| Grunewaldstraße (Lage)             | G324               | 1065 (im Stadtteil)    | Grunewald, Berliner Ortsteil | 1961                | bis etwa Höhe Hausnummer 20 komplett in Jenfeld, von dort für ca. 120 Meter in östlicher Richtung nur die südliche Straßenhälfte, nördlicher Teil in Rahlstedt, ebenso der weitere östliche Verlauf Motivgruppe: „Berliner Bezirke und Ortsteile“                                                                                   | Grunewaldstraße (HH-Rahlstedt)               |
| Güstrower Weg (Lage)               | G334               | 0165                   | Güstrow, Stadt im Landkreis Rostock in Mecklenburg-Vorpommern                                                                                               | 1950                | Motivgruppe: „Orte in Mecklenburg“ | Güstrower Weg                                |
| Haffkruger Weg (Lage)              | H032               | 0555                   | Haffkrug, Ortsteil von Scharbeutz im Kreis Ostholstein in Schleswig-Holstein                                                                                | 1950                | vor 1950 Kastanienallee; Motivgruppe: „Orte im Kreis Ostholstein“ | Haffkruger Weg                               |
| Hagenende (Lage)                   | H841               | 0160                   | nach dem Flurnamen Hagenau | 2006                | | Hagenende                                    |
| Hagenower Straße (Lage)            | H760               | 0265                   | Hagenow, Stadt im Landkreis Ludwigslust-Parchim in Mecklenburg-Vorpommern                                                                                   | 1980                | Motivgruppe: „Orte in Mecklenburg“ | Hagenower Straße                             |
| Hagenweg (Lage)                    | H041               | 2805                   | nach der Funktion zum Forst Hagen bei Ahrensburg führend | 1950                | | Hagenweg                                     |
| Halenseering (Lage)                | H062               | 0235                   | Halensee, Berliner Ortsteil | 1961                | Motivgruppe: „Berliner Bezirke und Ortsteile“ | Halenseering                                 |
| Hanni-Schult-Park (Lage)           | H                  | 21882 m²               | Hansjürgen Schult (1929–2015), umfangreich ehrenamtlich im Rahlstedter Ortsteil Oldenfelde engagiert                                                        | 2024                | | Hanni-Schult-Park                            |
| Hauke-Haien-Weg (Lage)             | H195               | 0345                   | Hauke Haien, Hauptfigur aus der Novelle Der Schimmelreiter von Theodor Storm                                                                                | 1964                | Motivgruppe: „Theodor Storm und seine Werke“ | Hauke-Haien-Weg                              |
| Heckende (Lage)                    | H209               | 0235                   | nach einer Flurbezeichnung | 1950                | | Heckende                                     |
| Heestweg (Lage)                    | H225               | 0110                   | Hartwig von Heest, Vogt in Trittau im 14. Jahrhundert | 1950                | vor 1950: Friedrichstraße | Heestweg                                     |
| Hegeneck (Lage)                    | H228               | 0155                   | nach dem Wegenamen Im Hegen | 1964                | | Hegeneck                                     |
| Heidebrinker Weg (Lage)            | H240               | 0215                   | Heidebrink (poln. Międzywodzie), Ortsteil des polnischen Badeorts Dziwnów in der Woiwodschaft Westpommern                                                   | 1962                | Motivgruppe: „Orte in Pommern“ | Heidebrinker Weg                             |
| Heidegängerweg (Lage)              | H242               | 0330                   | nach dem Roman Der Heidegänger von Detlev von Liliencron | 1951                | vor 1951: Blücherstraße Motivgruppe: „Detlev von Liliencron und seine Werke“ | Heidegängerweg                               |
| Heidkoppel (Lage)                  | H255               | 0210                   | nach einer Flurbezeichnung | vor 1949            | | Heidkoppel                                   |
| Heinrich-Schulz-Weg (Lage)         | H303               | 0235                   | Heinrich Schulz (1876–1961), Gemeindevorsteher in Alt-Rahlstedt von 1919 bis 1927 und in Rahlstedt von 1927 bis 1933                                        | 1964                | | Heinrich-Schulz-Weg                          |
| Hellmesbergerweg (Lage)            | H333               | 0445                   | Joseph Hellmesberger junior (1855–1907), österreichischer Komponist                                                                                         | 1950                | vor 1950: Friedenstraße Motivgruppe: „Komponisten“ | Hellmesbergerweg                             |
| Helmut-Steidl-Platz (Lage)         | H823               | 0060 x60 x30           | Helmut Steidl (1929–1994), Konditor | 1998                | Steidl engagierte sich umfangreich im kommunalen und sozialen Bereich für den Stadtteil. | Helmut-Steidl-Platz                          |
| Herdenpfad (Lage)                  | H359               | 0190                   | nach einem in der Nähe gelegenen altsteinzeitlichen Fundplatz                                                                                               | 1950                | | Herdenpfad                                   |
| Hermann-Balk-Straße (Lage)         | H365               | 0930                   | Hermann von Balk († 1239), Ordensritter | 1945                | vor 1945: Horst-Wessel-Straße | Hermann-Balk-Straße                          |
| Hermann-Möller-Passage (Lage)      | H844               | 0145                   | Hermann Möller (1872–1942), Gründer der dort gelegenen Firma Eisen Möller, heute Fachhaus Möller                                                            | 2007                | | Hermann-Möller-Passage                       |
| Herschelstraße (Lage)              | H384               | 0135                   | Wilhelm Herschel (1738–1822), deutsch-britischer Astronom                                                                                                   | 1958                | Motivgruppe: „Mathematiker und Astronomen“ | Herschelstraße                               |
| Herwardistraße (Lage)              | H389               | 0325                   | nach einer Gestalt aus der nordischen Sage | 1950                | vor 1950: Kurze Reihe | Herwardistraße                               |
| Heubergerstraße (Lage)             | H406               | 0315                   | Richard Heuberger (1850–1914), österreichischer Komponist                                                                                                   | 1957                | Motivgruppe: „Komponisten“ | Heubergerstraße                              |
| Hinschallee (Lage)                 | H442               | 0175                   | Hein Hinsch, Bauernvogt in Oldenfelde | 1731                | Die Bauernfamilie Hinsch war seit dem 16. Jahrhundert in Oldenfelde ansässig. | Hinschallee                                  |
| Hochwaldweg (Lage)                 | H486               | 0110                   | nach der Erzählung Der Hochwald von Adalbert Stifter | 1948                | | Hochwaldweg                                  |
| Hoffmannstieg (Lage)               | H521               | 0115                   | Heinrich Hoffmann (1809–1894), Arzt und Kinderbuchautor | 1961                | | Hoffmannstieg                                |
| Hofstückenstieg (Lage)             | H829               | 0080                   | in Anlehnung an den Hofstückenweg | 2001                | | Hofstückenstieg                              |
| Hofstückenweg (Lage)               | H528               | 0245                   | nach einem Flurnamen | 1950                | Das Hofstück ist das unmittelbar an einem Hof gelegene Stück Land. | Hofstückenweg                                |
| Hohenkamp (Lage)                   | H553               | 0465                   | nach einer Flurbezeichnung für ein hoch gelegenes Feld | vor 1952            | | Hohenkamp                                    |
| Hoher Berg (Lage)                  | H558               | 0345                   | nach dem gleichnamigen, an der Grenze zu Farmsen gelegenen Gehölz                                                                                           | vor 1952            | | Hoher Berg                                   |
| Hohwachter Weg (Lage)              | H566               | 0270                   | Hohwacht, Gemeinde im Kreis Plön in Schleswig-Holstein | 1952                | | Hohwachter Weg                               |
| Hollingstedter Stieg (Lage)        | H577               | 0170                   | Hollingstedt, Gemeinde im Kreis Schleswig-Flensburg in Schleswig-Holstein                                                                                   | 1950                | | Hollingstedter Stieg                         |
| Höltigbaum (Lage)                  | H501               | 2030                   | nach einer ehemaligen Hufe mit Gastwirtschaft an der Landstraße zwischen Hamburg und Lübeck                                                                 | 1979                | | Höltigbaum                                   |
| Hüllenkamp (Lage)                  | H665               | 1430                   | nach dem Flurnamen Op de Hüllen, 1781 erstmals erwähnt | 1950                | | Hüllenkamp                                   |
| Hüllenkoppel (Lage)                | H666               | 0430                   | nach dem Flurnamen Op de Hüllen, 1781 erstmals erwähnt | 1942                | | Hüllenkoppel                                 |
| Immenseeweg (Lage)                 | I068               | 0295                   | nach der Novelle Immensee von Theodor Storm | 1956                | Motivgruppe: „Theodor Storm und seine Werke“ | Immenseeweg                                  |
| Im Rühmt (Lage)                    | I046               | 0535                   | nach einem Flurnamen | vor 1962            | Rühmt kommt von Rühmer und steht für "freies Feld" | Im Rühmt                                     |
| Im Wiesengrund (Lage)              | I054               | 0675                   | nach der Lage im Tal der Wandse | vor 1955            | | Im Wiesengrund                               |
| Irma-Keilhack-Ring (Lage)          | I144               | 0275                   | Irma Keilhack (1908–2001), SPD-Politikerin | 2017                | | Irma-Keilhack-Ring                           |
| Islandstraße (Lage)                | I115               | 0835                   | Island, Inselstaat in Nordeuropa | 1951                | Motivgruppe: „Namen und Bezeichnungen im Nordmeerraum“ | Islandstraße                                 |
| Jacobshagener Weg (Lage)           | J005               | 0200                   | Jacobshagen (poln. Dobrzany), polnische Stadt in der Woiwodschaft Westpommern                                                                               | 1962                | Motivgruppe: „Orte in Pommern“ | Jacobshagener Weg                            |
| Jarnostraße (Lage)                 | J029               | 0445                   | Georg Jarno (1868–1920), ungarischer Komponist | 1951                | vor 1951: Philosophenweg Motivgruppe: „Komponisten“ | Jarnostraße                                  |
| Jasper-Pentz-Straße (Lage)         | J032               | 0370                   | Jasper Pentz, um 1615 Amtmann in Trittau | 1948                | vor 1948: Richard-Dehmel-Weg | Jasper-Pentz-Straße                          |
| Jesselallee (Lage)                 | J046               | 0205                   | Leon Jessel (1871–1942), Komponist, Opfer des Nationalsozialismus                                                                                           | 1960                | Motivgruppe: „Komponisten“ | Jesselallee                                  |
| Jomsburger Weg (Lage)              | J073               | 0165                   | Jomsburg, Festung der Jomswikinger | 1942                | | Jomsburger Weg                               |
| Jonni-Schacht-Weg (Lage)           | J139               | 0165                   | Jonni Schacht (1904–1992), Widerstandskämpfer gegen den Nationalsozialismus, von 1946 bis 1969 Leiter des Rahlstedter Ortsamtes                             | 1996                | | Jonni-Schacht-Weg                            |
| Kálmánstraße (Lage)                | K035               | 0080                   | Emmerich Kálmán (1882–1953), ungarischer Komponist | 1967                | Motivgruppe: „Komponisten“ | Kálmánstraße                                 |
| Kamminer Straße (Lage)             | K048               | 0340                   | Kammin (poln. Kamień Pomorski), polnische Stadt in der Woiwodschaft Westpommern                                                                             | 1950                | vor 1950: Drosselstraße Motivgruppe: „Orte in Pommern“ | Kamminer Straße                              |
| Kanadaweg (Lage)                   | K538               | 0320                   | Kanada, nordamerikanischer Staat | 1970                | Motivgruppe: „Namen und Bezeichnungen im Nordmeerraum“ | Kanadaweg                                    |
| Kielkoppelstraße (Lage)            | K162               | 1515                   | nach einem Flurnamen für eine keilförmige Koppel | 1964                | | Kielkoppelstraße                             |
| Kittelweg (Lage)                   | K208               | 0360                   | Otto Kittel (1895–1960), Gemeindevorsteher in Alt-Rahlstedt                                                                                                 | 1950                | vor 1950: Hermann-Löns-Straße | Kittelweg                                    |
| Klettenstieg (Lage)                | K369               | 1060                   | nach der gleichnamigen Pflanzengattung | 1950                | | Klettenstieg                                 |
| Köderheide (Lage)                  | K307               | 0335                   | nach einem Flurnamen | 1948                | Mit dem Begriff Köder ist der Kätner gemeint. | Köderheide                                   |
| Kohövedstraße (Lage)               | K341               | 0485                   | Nikolaus von Wedel, genannt Kohöved | 1950                | Von Wedel war im 14. Jahrhundert Grundherr von Rahlstedt. vor 1950: Erlenkamp | Kohövedstraße                                |
| Kolloweg (Lage)                    | K352               | 0225                   | Walter Kollo (1878–1940), Komponist | 1951                | vor 1951: Fichtestraße Motivgruppe: „Komponisten“ | Kolloweg                                     |
| Köpenicker Straße (Lage)           | K326               | 0290 (im Stadtteil)    | Köpenick, Berliner Ortsteil | 1961                | südliche Straßenhälfte bis ca. Hausnummer 69 in Jenfeld, nördlicher Teil in Tonndorf, weiter östlich komplett in Rahlstedt Motivgruppe: „Berliner Bezirke und Ortsteile“ | Köpenicker Straße                            |
| Kopernikusstraße (Lage)            | K365               | 0265                   | Nikolaus Kopernikus (1473–1543), Astronom und Mathematiker                                                                                                  | 1931                | Motivgruppe: „Mathematiker und Astronomen“ | Kopernikusstraße                             |
| Kösliner Straße (Lage)             | K329               | 0415                   | Köslin (poln. Koszalin), polnische Stadt in der Woiwodschaft Westpommern                                                                                    | 1950                | vor 1950: Querstraße Motivgruppe: „Orte in Pommern“ | Kösliner Straße                              |
| Kösterrodenweg (Lage)              | K332               | 0450                   | nach einem Flurnamen | vor 1940            | Gemeint ist ein Stück gerodetes Land, das dem Küster gehörte. | Kösterrodenweg                               |
| Kreuzbergweg (Lage)                | K423               | 0195                   | Kreuzberg, Berliner Ortsteil | 1961                | Motivgruppe: „Berliner Bezirke und Ortsteile“ | Kreuzbergweg                                 |
| Kriegkamp (Lage)                   | K431               | 0635                   | nach einem Flurnamen | 1935                | | Kriegkamp                                    |
| Krögerstraße (Lage)                | K440               | 0460                   | nach der Meiendorfer Bauernfamilie Kröger, seit dem 18. Jahrhundert dort ansässig                                                                           | vor 1951            | | Krögerstraße                                 |
| Krohnsheide (Lage)                 | K442               | 0170                   | nach einem Gastwirt namens Crohn, der hier am Rand der Heide um 1700 eine Wirtschaft betrieb                                                                | vor 1940            | | Krohnsheide                                  |
| Krontaubenstieg (Lage)             | K449               | 0205                   | nach der gleichnamigen Taubengattung | 1958                | | Krontaubenstieg                              |
| Kühlungsborner Straße (Lage)       | K622               | 0295                   | Kühlungsborn, Stadt im Landkreis Rostock in Mecklenburg-Vorpommern                                                                                          | 1999                | Motivgruppe: „Orte in Mecklenburg“ | Kühlungsborner Straße                        |
| Künnekestraße (Lage)               | K483               | 0330                   | Eduard Künneke (1885–1953), Komponist | 1958                | vor 1958 Teil der Ringstraße Motivgruppe: „Komponisten“ | Künnekestraße                                |
| Lannerweg (Lage)                   | L068               | 0305                   | Joseph Lanner (1801–1843), österreichischer Komponist, und Katharina Lanner (1829–1908), österreichische Tänzerin                                           | 1951                | vor 1951: Reuterstraße Motivgruppe: „Komponisten“ | Lannerweg                                    |
| Lapplandring (Lage)                | L070               | 0455                   | Lappland, nordeuropäische Landschaft | 1964                | Motivgruppe: „Namen und Bezeichnungen im Nordmeerraum“ | Lapplandring                                 |
| Lasbeker Straße (Lage)             | L071               | 0225                   | Lasbek, Gemeinde im Kreis Stormarn in Schleswig-Holstein | 1951                | vor 1951 Dorotheenstraße, Motivgruppe: „Orte im Kreis Stormarn“ | Lasbeker Straße                              |
| Lehárstraße (Lage)                 | L105               | 1225                   | Franz Lehár (1870–1948), österreichischer Komponist | 1950                | vor 1950: Lohkoppelstraße Motivgruppe: „Komponisten“ | Lehárstraße                                  |
| Lehmkoppel (Lage)                  | L107               | 0320                   | nach einem Flurnamen aufgrund der Bodenbeschaffenheit | vor 1979            | | Lehmkoppel                                   |
| Liliencronstraße (Lage)            | L176               | 1245                   | Detlev von Liliencron (1844–1909), Lyriker | 1950                | Motivgruppe: „Detlev von Liliencron und seine Werke“ | Liliencronstraße                             |
| Linckestraße (Lage)                | L181               | 0390                   | Paul Lincke (1866–1946), Komponist | 1951                | vor 1951: Körnerstraße | Linckestraße                                 |
| Liseistieg (Lage)                  | L337               | 0105                   | Lisei, Gestalt aus der Novelle Pole Poppenspäler von Theodor Storm                                                                                          | 1971                | Motivgruppe: „Theodor Storm und seine Werke“ | Liseistieg                                   |
| Lofotenstraße (Lage)               | L213               | 0665                   | Lofoten, Region in Norwegen | 1951                | Motivgruppe: „Namen und Bezeichnungen im Nordmeerraum“ | Lofotenstraße                                |
| Loher Straße (Lage)                | L221               | 0655                   | Tonndorf-Lohe, frühere Nachbargemeinde Rahlstedts | vor 1953            | | Loher Straße                                 |
| Lohheide (Lage)                    | L222               | 0340                   | nach einem Flurnamen | vor 1940            | | Lohheide                                     |
| Lohwisch (Lage)                    | L234               | 0170                   | nach einem Flurnamen | vor 1927            | Loh = Wald oder Gehölz, niederdeutsch Wisch = Wiese; westliche Straßenhälfte in Tonndorf | Lohwisch                                     |
| Massower Weg (Lage)                | M085               | 0265                   | Massow (poln. Maszewo), polnische Stadt in der Woiwodschaft Westpommern                                                                                     | 1961                | Motivgruppe: „Orte in Pommern“ | Massower Weg                                 |
| Mecklenburger Straße (Lage)        | M375               | 0330                   | Mecklenburg, Teil des Bundeslandes Mecklenburg-Vorpommern                                                                                                   | 1973                | | Mecklenburger Straße                         |
| Mehlandsredder (Lage)              | M111               | 1040                   | nach einem Flurnamen | 1960                | | Mehlandsredder                               |
| Meiendorfer Rund (Lage)            | M439               | 0185 (Durchmesser)     | nach der Lage im Rahlstedter Ortsteil Meiendorf | 2006                | Die Anlage der Straße soll an die historische Form des Rundlingsdorfes erinnern. | Meiendorfer Rund                             |
| Meiendorfer Straße (Lage)          | M117               | 3620                   | nach der Lage im Rahlstedter Ortsteil Meiendorf | 1927                | | Meiendorfer Straße                           |
| Meiendorfer Twiete (Lage)          | M440               | 0205                   | nach der Lage im Rahlstedter Ortsteil Meiendorf | 2006                | | Meiendorfer Twiete                           |
| Meiendorfer Weg (Lage)             | M118               | 1325 (im Stadtteil)    | nach der überwiegenden Lage im Rahlstedter Ortsteil Meiendorf                                                                                               | 1913                | nördlich des Volksdorfer Waldes in Volksdorf | Meiendorfer Weg                              |
| Mellenbergweg (Lage)               | M140               | 0230 (im Stadtteil)    | nach der Lage beim Mellenberg am Ostende des Volksdorfer Waldes                                                                                             | 1903                | nördlich des Volksdorfer Waldes in Volksdorf | Mellenbergweg                                |
| Merkurring (Lage)                  | M428               | 1460                   | Merkur, römischer Gott der Händler und Diebe | 1995                | Die Straße liegt in einem Gewerbegebiet. | Merkurring                                   |
| Merowingerweg (Lage)               | M163               | 0110                   | Merowinger, fränkisches Königsgeschlecht | 1951                | vor 1951: Parkstraße | Merowingerweg                                |
| Meyerbeerstraße (Lage)             | M177               | 0320                   | Giacomo Meyerbeer (1791–1864), Komponist | 1951                | vor 1951: Freiligrathstraße Motivgruppe: „Komponisten“ | Meyerbeerstraße                              |
| Millöckerweg (Lage)                | M193               | 0330                   | Carl Millöcker (1842–1899), österreichischer Komponist | 1950                | vor 1950. Schubertstraße Motivgruppe: „Komponisten“ | Millöckerweg                                 |
| Moränenweg (Lage)                  | M298               | 0195                   | nach dem gleichnamigen Gletschermaterial | 1947                | vorher Hindenburgweg nach Paul von Hindenburg [[]] | Moränenweg                                   |
| Müssenkamp (Lage)                  | M341               | 0805                   | nach einer Flurbezeichnung (Müssen = Sumpf) | 1942                | | Müssenkamp                                   |
| Naugarder Ring (Lage)              | N009               | 0400                   | Naugard, Stadt oder Dorf in Polen | 1950                | vorher Max-Eyth-Straße nach Max Eyth; Auch hier kommen bei der Namensgebung aufgrund fehlender näherer Angaben zwei Orte in Betracht: die Stadt Nowogard oder das Dorf Nowogardek, beide gelegen in der Woiwodschaft Westpommern. Motivgruppe: „Orte in Pommern“                                                                    | Naugarder Ring                               |
| Neuer Höltigbaum (Lage)            | N238               | 0795                   | in Anlehnung an die Straße Höltigbaum | 2000                | | Neuer Höltigbaum                             |
| Neuköllner Ring (Lage)             | N076               | 0425                   | Neukölln, Berliner Bezirk und Ortsteil | 1961                | Motivgruppe: „Berliner Bezirke und Ortsteile“ | Neuköllner Ring                              |
| Neurahlstedter Graben (Lage)       | N239               | 0390                   | nach der Lage | 2000                | | Neurahlstedter Graben                        |
| Nienhagener Straße (Lage)          | N236               | 0495                   | Nienhagen, Gemeinde im Landkreis Rostock in Mecklenburg-Vorpommern                                                                                          | 1997                | Motivgruppe: „Orte in Mecklenburg“ | Nienhagener Straße                           |
| Nieritzweg (Lage)                  | N123               | 0110                   | Karl Gustav Nieritz (1795–1876), Volks- und Jugendschriftsteller                                                                                            | 1962                | | Nieritzweg                                   |
| Nordlandweg (Lage)                 | N166               | 1695                   | Nordland, Provinz in Norwegen | 1947                | Motivgruppe: „Namen und Bezeichnungen im Nordmeerraum“ | Nordlandweg                                  |
| Nornenweg (Lage)                   | N175               | 0445                   | Nornen, Schicksalsgöttinnen in der nordischen Mythologie | 1946                | | Nornenweg                                    |
| Nydamer Ring (Lage)                | N189               | 0255                   | in Anlehnung an den Nydamer Weg | 1969                | | Nydamer Ring                                 |
| Nydamer Weg (Lage)                 | N183               | 0800                   | nach dem Nydamboot, einem eisenzeitlichen Ruderboot | 1950                | vorher Kampsweg | Nydamer Weg                                  |
| Offenbachweg (Lage)                | O053               | 0325                   | Jacques Offenbach (1819–1880), deutsch-französischer Komponist                                                                                              | 1950                | vor 1950: Wagnerstraße Motivgruppe: „Komponisten“ | Offenbachweg                                 |
| Oldenfelder Bogen (Lage)           | O213               | 0920                   | nach Lage und Verlauf im Rahlstedter Ortsteil Oldenfelde | 2000                | | Oldenfelder Bogen                            |
| Oldenfelder Stieg (Lage)           | O079               | 0250                   | nach der Lage im Rahlstedter Ortsteil Oldenfelde | 1950                | vorher Grenzstraße | Oldenfelder Stieg                            |
| Oldenfelder Straße (Lage)          | O080               | 0910                   | nach der Lage im Rahlstedter Ortsteil Oldenfelde | 1949                | | Oldenfelder Straße                           |
| Paalende (Lage)                    | P001               | 0350                   | Flurbezeichnung: Paal = Pool = Wasserloch. Ende = Enden = mittelgroße Feldstücke                                                                            | 1939                | bis 1939: Bismarckstraße | Paalheide                                    |
| Paganiniweg (Lage)                 | P010               | 0330                   | Niccolò Paganini (1782–1840), italienischer Geiger und Komponist                                                                                            | 1960                | Motivgruppe: „Komponisten“ | Paganiniweg                                  |
| Pahlblöckensredder (Lage)          | P013               | 0650                   | nach einem Flurnamen | vor 1940            | Ein Pahl ist ein Wasserloch, ein Block ein Ackerstück, das nicht mit anderen Flächen gleichzeitig bearbeitet werden kann. | Pahlblöckensredder                           |
| Pahlblöckensstieg (Lage)           | P253               | 0220                   | in Anlehnung an den Pahlblöckensredder | 1994                | | Pahlblöckensstieg                            |
| Paracelsusstraße (Lage)            | P029               | 0265                   | Paracelsus (1493 od. 1494–1541), Arzt und Philosoph | 1950                | | Paracelsusstraße                             |
| Parchimer Straße (Lage)            | P031               | 0635                   | Parchim, Stadt im Landkreis Ludwigslust-Parchim in Mecklenburg-Vorpommern                                                                                   | 1950                | Motivgruppe: „Orte in Mecklenburg“ | Parchimer Straße                             |
| Parkstieg (Lage)                   | P035               | 0205                   | nach der Lage am früheren Grube-Park | vor 1953            | | Parkstieg                                    |
| Pellwormweg (Lage)                 | P059               | 0435                   | Pellworm, nordfriesische Insel | 1950                | Detlev von Liliencron amtierte eine Zeit lang auf Pellworm als Hardesvogt. vor 1950: Klaus-Groth-Weg Motivgruppe: „Detlev von Liliencron und seine Werke“ | Pellwormweg                                  |
| Pfarrstraße (Lage)                 | P092               | 0285                   | nach der Lage bei der Kirche Alt-Rahlstedt | 1951                | | Pfarrstraße                                  |
| Pfefferstraße (Lage)               | P096               | 0465                   | Richard Pfeffer (1868–1932), Gemeindevorsteher in Rahlstedt                                                                                                 | 1951                | vor 1951: Richardstraße | Pfefferstraße                                |
| Pidder-Lüng-Weg (Lage)             | P114               | 0575                   | Pidder Lüng, Ballade von Detlev von Liliencron | 1950                | vor 1950: Adolfstraße Motivgruppe: „Detlev von Liliencron und seine Werke“ | Pidder-Lüng-Weg                              |
| Poggenbrook (Lage)                 | P150               | 0225                   | nach einem Flurnamen | 1946                | niederdeutsch Pogg = Frosch, Brook = Sumpfwald | Poggenbrook                                  |
| Poggfreedweg (Lage)                | P153               | 0940                   | nach einem Epos von Detlev von Liliencron | 1950                | vor 1950: Lornsenstraße Motivgruppe: „Detlev von Liliencron und seine Werke“ | Poggfreedweg                                 |
| Pogwischrund (Lage)                | P154               | 0720                   | Henning Pogwisch, Figur aus der Ballade Pidder Lüng von Detlev von Liliencron                                                                               | 1955                | Motivgruppe: „Detlev von Liliencron und seine Werke“ | Pogwischrund                                 |
| Polarweg (Lage)                    | P155               | 0400                   | nach dem Polargebiet | 1951                | Motivgruppe: „Namen und Bezeichnungen im Nordmeerraum“ | Polarweg                                     |
| Polziner Straße (Lage)             | P159               | 0340                   | Groß Polzin oder Bad Polzin | 1951                | Erneut wird dem Außenstehenden die Deutungshoheit überlassen: Mögliche Namensgeber sind Groß Polzin, eine Gemeinde im Landkreis Vorpommern-Greifswald in Mecklenburg-Vorpommern oder die polnische Kleinstadt Połczyn-Zdrój (dt. Bad Polzin) in der Woiwodschaft Westpommern. vor 1951: Meisenstraße Motivgruppe: „Orte in Pommern“ | Polziner Straße                              |
| Poppenspälerweg (Lage)             | P172               | 0305                   | Pole Poppenspäler, Novelle von Theodor Storm | 1964                | Motivgruppe: „Theodor Storm und seine Werke“ | Poppenspälerweg                              |
| Potsdamer Straße (Lage)            | P182               | 0550                   | Potsdam, Landeshauptstadt von Brandenburg | 1961                | | Potsdamer Straße                             |
| Prehnsweg (Lage)                   | P196               | 0195                   | nach der Rahlstedter Bauernfamilie Prehns (19. Jahrhundert)                                                                                                 | vor 1940            | | Prehnsweg                                    |
| Pusbackstraße (Lage)               | P218               | 0670                   | Christian Pusback (1854–1936), Schuhmacher, seit 1902 stellvertretender Gemeindevorsteher und Schiedsmann, von 1907 bis 1923 Gemeindevorsteher in Rahlstedt | vor 1940            | | Pusbackstraße                                |
| Pusbackweg (Lage)                  | P219               | 0105                   | in Anlehnung an die Pusbackstraße | 1942                | | Pusbackweg                                   |
| Pyritzer Stieg (Lage)              | P225               | 0190                   | Pyritz (poln. Gmina Pyrzyce), polnische Stadtgemeinde in der Woiwodschaft Westpommern                                                                       | 1950                | vor 1950: Max-Eyth-Straße Motivgruppe: „Orte in Pommern“ | Pyritzer Stieg                               |
| Radolfstieg (Lage)                 | R017               | 0195                   | nach der ältesten bekannten Namensfassung Rahlstedts, zurückgehend auf den Pfarrer Radolfus de Radolvestede (1248)                                          | 1952                | vor 1952: Karlstraße | Radolfstieg                                  |
| Rahlstedter Bahnhofstraße (Lage)   | R023               | 0955                   | nach Lage und Funktion im Stadtteil | 1950                | vor 1950: Bahnhofstraße | Rahlstedter Bahnhofstraße                    |
| Rahlstedter Dorfplatz (Lage)       | R024               | 0065 x45 x30           | nach Lage und Funktion im Stadtteil | 1950                | vor 1950: Im alten Dorfe | Rahlstedter Dorfplatz                        |
| Rahlstedter Grenzweg (Lage)        | R453               | 0220                   | nach Lage und Funktion im Stadtteil | 2000                | | Rahlstedter Grenzweg                         |
| Rahlstedter Heideweg (Lage)        | R025               | 1470                   | nach der Lage im Stadtteil | 1950                | | Rahlstedter Heideweg                         |
| Rahlstedter Kamp (Lage)            | R451               | 0380                   | nach der Lage im Stadtteil | 2000                | | Rahlstedter Kamp                             |
| Rahlstedter Kirchenstieg (Lage)    | R026               | 0205                   | nach Lage und Funktion im Stadtteil | 1950                | Fußweg | Rahlstedter Kirchenstieg                     |
| Rahlstedter Stieg (Lage)           | R440               | 0095                   | nach der Lage im Stadtteil | 1992                | | Rahlstedter Stieg                            |
| Rahlstedter Straße (Lage)          | R027               | 2620                   | nach der Lage im Stadtteil | 1950                | | Rahlstedter Straße                           |
| Rahlstedter Uferweg (Lage)         | R028               | 0835                   | nach der Lage im Stadtteil entlang der Wandse | 1950                | Fußweg | Rahlstedter Uferweg                          |
| Rahlstedter Weg (Lage)             | R029               | 0960 (im Stadtteil)    | nach der Lage im Stadtteil | 1899                | zwischen Friedrich-Ebert-Damm und dem südlichen Ende des Gutsteichs vollständig in Farmsen-Berne, südlich davon bis ca. Hausnummer 124 nur die westliche Straßenhälfte, östliche Straßenhälfte bis zum Ende in Rahlstedt, westliche Straßenhälfte ab Hausnummer 126 bis zum Ende in Tonndorf                                        | Rahlstedter Weg                              |
| Raimundstraße (Lage)               | R034               | 0110                   | Ferdinand Raimund (1790–1836), österreichischer Schauspieler und Dramatiker                                                                                 | 1957                | | Raimundstraße                                |
| Raschweg (Lage)                    | R051               | 0465                   | Friedrich von Rasch (18. Jhdt.), Landvermesser der dänischen Regierung                                                                                      | 1950                | Rasch erstellte 1780 die erste Flurkarte Rahlstedts. vor 1950: Zeppelinstraße | Raschweg                                     |
| Rauchschwalbenweg (Lage)           | R059               | 0535                   | nach der gleichnamigen Vogelart | 1950                | vorher Schwalbenstraße | Rauchschwalbenweg                            |
| Redderblock (Lage)                 | R073               | 0625                   | nach einem Flurnamen | 1950                | vorher Bogenstraße | Redderblock                                  |
| Reetwischendamm (Lage)             | R093               | 0325                   | nach einer Flurbezeichnung | 1942                | | Reetwischendamm                              |
| Rehwinkel (Lage)                   | R110               | 0360                   | frei gewählter Name | 1964                | | Rehwinkel                                    |
| Reinickendorfer Straße (Lage)      | R133               | 0450                   | Reinickendorf, Berliner Bezirk und Ortsteil | 1961                | Motivgruppe: „Berliner Bezirke und Ortsteile“ | Reinickendorfer Straße                       |
| Remstedtstraße (Lage)              | R153               | 0560                   | nach der seit dem 18. Jahrhundert in Rahlstedt ansässigen Bauernfamilie Remstedt                                                                            | 1950                | vor 1950: Am Gehölz | Remstedtstraße                               |
| Ringstraße (Lage)                  | R203               | 2560                   | nach dem Verlauf der Straße nördlich des Komponistenviertels                                                                                                | 1933                | | Ringstraße (HH-Rahlstedt)                    |
| Rügenwalder Straße (Lage)          | R341               | 0345                   | Rügenwalde (poln. Darłowo), polnische Stadt in der Woiwodschaft Westpommern                                                                                 | 1950                | vorher Pappelallee Motivgruppe: „Orte in Pommern“ | Rügenwalder Straße                           |
| Rummelsburger Straße (Lage)        | R367               | 1000                   | Rummelsburg (poln. Miastko), polnische Stadt in der Woiwodschaft Westpommern                                                                                | 1950                | vor 1950: Lange Reihe Motivgruppe: „Orte in Pommern“ | Rummelsburger Straße                         |
| Rungholt (Lage)                    | R372               | 0290                   | Rungholt, ehemalige Siedlung an der nordfriesischen Küste                                                                                                   | 1947                | Rungholt ist Thema in der Ballade Trutz, blanke Hans von Detlev von Liliencron vor 1947: Roonstraße Motivgruppe: „Detlev von Liliencron und seine Werke“ | Rungholt                                     |
| Sandkule (Lage)                    | S044               | 0200                   | nach einer ehemals dort gelegenen Sandkuhle | vor 1953            | | Sandkule                                     |
| Saseler Straße (Lage)              | S069               | 1710 (im Stadtteil)    | Hamburger Stadtteil Sasel | vor 1948            | nördlich der Bahngleise in Farmsen-Berne | Saseler Straße, zu Rahlstedt gehörender Teil |
| Saseler Straßenbrücke (Lage)       | –                  | 0015 (im Stadtteil)    | in Anlehnung an die Saseler Straße | 1905                | überquert im Zuge der Saseler Straße die Gleise der U 1; nördlicher Teil in Farmsen-Berne | Saseler Straßenbrücke                        |
| Sassenburger Weg (Lage)            | S077               | 0185                   | Sassenburg (poln. Stare Wierzchowo), polnisches Dorf in der Woiwodschaft Westpommern                                                                        | 1959                | Möglicherweise auch nach dem polnischen Ort Chlebowo in der Woiwodschaft Westpommern Motivgruppe: „Orte in Pommern“ | Sassenburger Weg                             |
| Saßnitzer Weg (Lage)               | S930               | 0300                   | Sassnitz, Stadt auf Rügen im Landkreis Vorpommern-Rügen in Mecklenburg-Vorpommern                                                                           | 1998                | Motivgruppe: „Orte in Pommern“; Fußweg | Saßnitzer Weg                                |
| Scharbeutzer Straße (Lage)         | S113               | 1700                   | Scharbeutz, Gemeinde im Kreis Ostholstein in Schleswig-Holstein                                                                                             | 1950                | Motivgruppe: „Orte im Kreis Ostholstein“ | Scharbeutzer Straße                          |
| Schierenberg (Lage)                | S149               | 1195                   | nach einer Flurbezeichnung | 1950                | vor 1950 Nachtigallenweg Der Schierenberg bildete in früherer Zeit die Grenze zu Berne. | Schierenberg                                 |
| Schierhornstieg (Lage)             | S151               | 0110                   | nach der seit dem 18. Jahrhundert in Rahlstedt ansässigen Bauernfamilie Schierhorn                                                                          | 1950                | vor 1950: Bergstraße | Schierhornstieg                              |
| Schimmelreiterweg (Lage)           | S173               | 1030                   | nach der gleichnamigen Novelle von Theodor Storm | 1964                | | Schimmelreiterweg                            |
| Schlawer Weg (Lage)                | S189               | 0040                   | Schlawe (poln. Sławno), polnische Stadt in der Woiwodschaft Westpommern                                                                                     | 1967                | Motivgruppe: „Orte in Pommern“ | Schlawer Weg                                 |
| Schmahlsweg (Lage)                 | S227               | 0085                   | Johannes Schmahl (1825–1899), Reismühlenbesitzer | vor 1940            | Schmahl war Gründer zahlreicher Stiftungen in Wandsbek. | Schmahlsweg                                  |
| Schneehuhnkamp (Lage)              | S252               | 0190                   | nach der gleichnamigen Vogelgattung | 1950                | | Schneehuhnkamp                               |
| Schneisenstraße (Lage)             | S254               | 0250                   | nach dem Begriff aus dem Forstwesen | vor 1940            | | Schneisenstraße                              |
| Schöneberger Straße (Lage)         | S265               | 1440 (im Stadtteil)    | Schöneberg, Berliner Ortsteil | 1961                | ab Berliner Platz in westlicher Richtung in Jenfeld Motivgruppe: Berliner Bezirke und Ortsteile | Schöneberger Straße (HH-Rahlstedt)           |
| Schrankenweg (Lage)                | S284               | 0190                   | nach der Lage am Bahnhof Rahlstedt | 1950                | | Schrankenweg                                 |
| Schulpfad (Lage)                   | S318               | 0335                   | nach der Funktion zur Oldenfelder Schule führend | 1951                | vorher Schulweg | Schulpfad                                    |
| Schwarzenbeker Ring (Lage)         | S346               | 0470                   | Schwarzenbek, Stadt im Kreis Herzogtum Lauenburg in Schleswig-Holstein                                                                                      | 1964                | Motivgruppe: „Orte im Kreis Herzogtum Lauenburg“ | Schwarzenbeker Ring                          |
| Schweriner Straße (Lage)           | S361               | 0410                   | Schwerin, Landeshauptstadt von Mecklenburg-Vorpommern | 1945                | vor 1933: Bachstraße, von 1933 bis 1945: Adolf-Hitler-Straße Motivgruppe: „Orte in Mecklenburg“ | Schweriner Straße                            |
| Sieker Landstraße (Lage)           | S430               | 1830                   | Siek Gemeinde im Kreis Stormarn in Schleswig-Holstein | 1950                | Motivgruppe: „Orte im Kreis Stormarn“ | Sieker Landstraße                            |
| Sierksdorfer Straße (Lage)         | S438               | 0290                   | Sierksdorf, Gemeinde im Kreis Ostholstein in Schleswig-Holstein                                                                                             | 1962                | Motivgruppe: „Orte im Kreis Ostholstein“ | Sierksdorfer Straße                          |
| Skaldenweg (Lage)                  | S460               | 0610                   | nach den Skalden, höfische Dichter im mittelalterlichen Skandinavien                                                                                        | 1953                | | Skaldenweg                                   |
| Soldkampweg (Lage)                 | S478               | 0250                   | nach einem Flurnamen | 1950                | Ein Sold ist eine Viehtränke oder ein Wasserloch ohne Zu- und Abfluss. | Soldkampweg                                  |
| Soreneck (Lage)                    | S512               | 0235                   | in Anlehnung an die Sorenkoppel | 1964                | | Soreneck                                     |
| Sorenkoppel (Lage)                 | S514               | 0490                   | nach einer Flurbezeichnung (sor = trocken) | 1950                | | Sorenkoppel                                  |
| Sorenstieg (Lage)                  | S882               | 0200                   | in Anlehnung an die Sorenkoppel | 1979                | | Sorenstieg                                   |
| Spitzbergenweg (Lage)              | S547               | 0480                   | Spitzbergen, norwegische Inselgruppe im Nordatlantik | 1945                | Motivgruppe: „Namen und Bezeichnungen im Nordmeerraum“ | Spitzbergenweg                               |
| Stapelfelder Stieg (Lage)          | S588               | 0175                   | in Anlehnung an die Stapelfelder Straße | 1957                | Motivgruppe: „Orte im Kreis Stormarn“ | Stapelfelder Stieg                           |
| Stapelfelder Straße (Lage)         | S589               | 1990                   | Stapelfeld, Gemeinde im Kreis Stormarn in Schleswig-Holstein                                                                                                | 1950                | Motivgruppe: „Orte im Kreis Stormarn“ | Stapelfelder Straße                          |
| Starckweg (Lage)                   | S592               | 0595                   | Fritz Starck, früherer Grundeigentümer und Gemeindevorsteher in Meiendorf von 1884 bis 1898                                                                 | 1950                | vor 1950: Mühlenstraße | Starckweg                                    |
| Stargarder Straße (Lage)           | S593               | 0835                   | Stargard, polnische Stadt in der Woiwodschaft Westpommern                                                                                                   | 1950                | vor 1950: Hamburger Straße Motivgruppe: „Orte in Pommern“ | Stargarder Straße                            |
| Steinhagenweg (Lage)               | S952               | 0065                   | Heinrich Steinhagen (1880–1948), Maler und Bildhauer | 2011                | | Steinhagenweg                                |
| Stein-Hardenberg-Straße (Lage)     | S623               | 0895 (im Stadtteil)    | Karl vom Stein zum Altenstein (1770–1840) und Karl August von Hardenberg (1750–1822), preußische Politiker                                                  | vor 1930            | vor 1930: Hindenburgstraße; südwestlich der Straße Am Pulverhof in Tonndorf | Stein-Hardenberg-Straße (HH-Rahlstedt)       |
| Stellaustieg (Lage)                | S663               | 0195                   | nach der Lage an der Stellau, einem Nebenfluss der Wandse                                                                                                   | 1950                | | Stellaustieg                                 |
| Stolper Straße (Lage)              | S709               | 0275                   | Stolp (poln. Słupsk), polnische Stadt in der Woiwodschaft Westpommern                                                                                       | 1950                | Motivgruppe: „Orte in Pommern“ | Stolper Straße                               |
| Stolpmünder Straße (Lage)          | S710               | 0555                   | Stolpmünde (poln. Ustka), polnische Stadt in der Woiwodschaft Pommern                                                                                       | 1950                | vor 1950: Amselstraße und Stieglitzstraße Motivgruppe: „Orte in Pommern“ | Stolpmünder Straße                           |
| Stolzweg (Lage)                    | S879               | 0060                   | Robert Stolz (1880–1975), österreichischer Komponist | 1979                | Motivgruppe: „Komponisten“ | Stolzweg                                     |
| Stoppelfeld (Lage)                 | S714               | 0285                   | nach einem Flurnamen | 1947                | | Stoppelfeld (HH-Rahlstedt)                   |
| Swinemünder Straße (Lage)          | S827               | 0570                   | Swinemünde (poln. Świnoujście), polnische Stadt auf Usedom in der Woiwodschaft Westpommern                                                                  | 1962                | Motivgruppe: „Orte in Pommern“ | Swinemünder Straße                           |
| Theodor-Storm-Straße (Lage)        | T059               | 0390                   | Theodor Storm (1817–1888), Schriftsteller | vor 1949            | Motivgruppe: „Theodor Storm und seine Werke“ | Theodor-Storm-Straße                         |
| Thießenweg (Lage)                  | T068               | 0265                   | Johann Andreas Thießen, 1781 Zeichner einer Flurkarte von Stapelfeld                                                                                        | 1950                | vor 1950: Lilienthalstraße | Thießenweg                                   |
| Thuleweg (Lage)                    | T197               | 0115                   | Thule, mythische Insel in Nordeuropa | 1970                | Motivgruppe: „Namen und Bezeichnungen im Nordmeerraum“ | Thuleweg                                     |
| Timmendorfer Stieg (Lage)          | T098               | 0200                   | in Anlehnung an die Timmendorfer Straße | 1953                | Motivgruppe: „Orte im Kreis Ostholstein“ | Timmendorfer Stieg                           |
| Timmendorfer Straße (Lage)         | T099               | 1160                   | Timmendorfer Strand, Gemeinde im Kreis Ostholstein in Schleswig-Holstein                                                                                    | 1950                | Motivgruppe: „Orte im Kreis Ostholstein“; vor 1950 Hohe Weide | Timmendorfer Straße                          |
| Tonndorfer Weg (Lage)              | T137               | 0435                   | Hamburger Stadtteil Tonndorf | 1950                | | Tonndorfer Weg                               |
| Travemünder Stieg (Lage)           | T151               | 0400                   | Travemünde, Stadtteil von Lübeck | 1950                | | Travemünder Stieg                            |
| Treptower Straße (Lage)            | T157               | 1375                   | Treptow (poln. Trzebiatów), polnisches Dorf oder Trzebiatów, polnische Stadt, beide in der Woiwodschaft Westpommern belegen                                 | 1951                | vor 1951: Eichenkamp Motivgruppe: „Orte in Pommern“ | Treptower Straße                             |
| Tunneltalbrücke (Lage)             | T240               | 0225                   | nach Lage und Funktion im vom Volksmund genannten Tunneltal                                                                                                 | 2014                | | Tunneltalbrücke                              |
| Veltheimstraße (Lage)              | V021               | 0500                   | Christian und Günzel von Veltheim, Amtmänner in Trittau im 16. Jahrhundert                                                                                  | 1950                | vor 1950: Claudiusstraße | Veltheimstraße                               |
| Victoriaallee (Lage)               | V154               | 0685                   | Victoria, römische Siegesgöttin | 2018                | Die Benennung erfolgte auch in Anlehnung an die drei Gewerbegebiete Merkurpark, Minervapark und Victoriapark. | Victoriaallee                                |
| Victoriaring (Lage)                | V155               | 1060                   | in Anlehnung an die Victoriaallee | 2018                | Hier und an der Victoriaallee soll ein Gewerbegebiet entstehen. | Victoriaring                                 |
| Vinetastraße (Lage)                | V047               | 0815                   | Vineta, sagenhafte Stadt an der vorpommerschen Ostseeküste                                                                                                  | 1948                | | Vinetastraße                                 |
| Von-Suppé-Straße (Lage)            | V107               | 0715                   | Franz von Suppé (1819–1895), österreichischer Komponist | 1950                | vor 1950: Mozartstraße Motivgruppe: „Komponisten“ | Von-Suppé-Straße                             |
| Vorderste Wiese (Lage)             | V148               | 0235                   | nach einem früheren Wiesengelände | 2000                | | Vorderste Wiese                              |
| Waldteufelweg (Lage)               | W034               | 0300                   | Émile Waldteufel (1837–1915), französischer Komponist | 1951                | vor 1951: Weberstraße Motivgruppe: „Komponisten“ | Waldteufelweg                                |
| Waldwinkel (Lage)                  | W038               | 0135                   | nach der gleichnamigen Novelle von Theodor Storm | 1956                | Motivgruppe: „Theodor Storm und seine Werke“ | Waldwinkel                                   |
| Wandseredder (Lage)                | W067               | 0375                   | nach der Lage an der Wandse | 1943                | | Wandseredder                                 |
| Wariner Weg (Lage)                 | W461               | 0100                   | Warin, Stadt im Landkreis Nordwestmecklenburg in Mecklenburg-Vorpommern                                                                                     | 1979                | Motivgruppe: „Orte in Mecklenburg“ | Wariner Weg                                  |
| Warnemünder Weg (Lage)             | W073               | 0565                   | Warnemünde, Stadtteil von Rostock | 1950                | Motivgruppe: „Orte in Mecklenburg“ | Warnemünder Weg                              |
| Waterblöcken (Lage)                | W088               | 0300                   | nach einem Flurnamen | 1934                | | Waterblöcken                                 |
| Waterblöckenwiese (Lage)           | W508               | 0440                   | in Anlehnung an die Straße Waterblöcken | 2000                | | Waterblöckenwiese                            |
| Weddinger Weg (Lage)               | W100               | 0575                   | Wedding, Berliner Ortsteil | 1961                | Motivgruppe: „Berliner Bezirke und Ortsteile“ | Weddinger Weg                                |
| Weg Großlohe (Lage)                | W104               | 0615                   | nach einem Flurnamen | vor 1963            | | Weg Großlohe                                 |
| Wehlbrook (Lage)                   | W122               | 0635                   | nach einem Flurnamen (Wehl = Wasserloch) | vor 1940            | | Wehlbrook                                    |
| Weißenseestraße (Lage)             | W154               | 0535                   | Weißensee, Berliner Ortsteil | 1961                | Motivgruppe: „Berliner Bezirke und Ortsteile“ | Weißenseestraße                              |
| Wesenbergallee (Lage)              | W182               | 0155                   | nach dem Rahlstedter Grundherrn Wesenberg, der hier den Zehnten besaß                                                                                       | 1950                | vor 1950: Eichenallee | Wesenbergallee                               |
| Wiebkestieg (Lage)                 | W227               | 0155                   | Wiebke Lüng, Gestalt aus der Novelle Pidder Lüng von Detlev von Liliencron                                                                                  | 1958                | Motivgruppe: „Detlev von Liliencron und seine Werke“ | Wiebkestieg                                  |
| Wiesenhof (Lage)                   | W509               | 0310                   | nach der angrenzenden Wiese | 2000                | | Wiesenhof                                    |
| Wiesenredder (Lage)                | W245               | 0590                   | nach einer Flurbezeichnung | 1963                | | Wiesenredder                                 |
| Wildgansstraße (Lage)              | W264               | 0360                   | nach dem gleichnamigen Entenvogel | 1950                | | Wildgansstraße                               |
| Wildschwanbrook (Lage)             | W269               | 1025                   | nach dem gleichnamigen Entenvogel | 1947                | | Wildschwanbrook                              |
| Wilhelm-Grimm-Straße (Lage)        | W273               | 0200                   | Wilhelm Grimm (um 1890), Grundeigner in Rahlstedt | 1911                | Grimm machte sich um die Erschließung Rahlstedts verdient. | Wilhelm-Grimm-Straße                         |
| Wilhelm-Grimm-Straßenbrücke (Lage) | –                  | 0015                   | nach der Funktion | 1911                | überquert im Zuge der Wilhelm-Grimm-Straße die Wandse | Wilhelm-Grimm-Straßenbrücke                  |
| Wilmersdorfer Straße (Lage)        | W296               | 0645                   | Wilmersdorf, Berliner Ortsteil | 1961                | Motivgruppe: „Berliner Bezirke und Ortsteile“ | Wilmersdorfer Straße                         |
| Wittigeck (Lage)                   | W345               | 0500                   | in Anlehnung an den Wittigstieg | 1965                | | Wittigeck                                    |
| Wittigstieg (Lage)                 | W346               | 0245                   | Otto Wittig, Vorbesitzer des Geländes | 1951                | | Wittigstieg                                  |
| Wolliner Straße (Lage)             | W386               | 1180                   | Wollin: a) Wolin, polnische Stadt in der Woiwodschaft Westpommern oder b) Wolinia, polnisches Dorf in der Woiwodschaft Pommern                              | 1951                | vor 1951: Farmsener Straße Motivgruppe: „Orte in Pommern“ | Wolliner Straße                              |
| Zellerstraße (Lage)                | Z012               | 0310                   | Carl Zeller (1842–1898), österreichischer Jurist und Komponist                                                                                              | 1950                | vor 1950: Beethovenstraße und Kantstraße Motivgruppe: „Komponisten“ | Zellerstraße                                 |
| Ziehrerweg (Lage)                  | Z025               | 0320                   | Carl Michael Ziehrer (1843–1922), österreichischer Komponist                                                                                                | 1950                | vor 1950: Baumschulenweg Motivgruppe: „Komponisten“ | Ziehrerweg                                   |
| Zinnowitzer Straße (Lage)          | Z034               | 0535                   | Zinnowitz, Seebad im Landkreis Vorpommern-Greifswald in Mecklenburg-Vorpommern                                                                              | 1962                | Motivgruppe: „Orte in Pommern“ | Zinnowitzer Straße                           |